# Antiasthénique
Les antiasthéniques sont une classe de médicaments utilisés contre la fatigue (asthénie).
Ils regroupent les médicaments symptomatiques de l'asthénie fonctionnelle, dont certaines vitamines catégorisées dans les médicaments du métabolisme et de la nutrition, et certains psychostimulants catégorisés dans les médicaments de neurologie. Les psychostimulants et nootropes empêchent de ressentir la fatigue mais n'agissent pas forcément sur le métabolisme ou la "fatigue musculaire", cela dépend cependant de la substance concernée.
Cette liste, non exhaustive, va des produits délivrés uniquement en pharmacie sur prescription médicale aux produits en vente dans tous types de commerce et sous différentes formes (gélules, tisanes, aliments, …) :
- dérivés amphétaminiques
- dérivés du DMAE
- acides aminés
  - acétylaminosuccinate
  - arginine
  - thiamine et dérivés
- vitamines
  - vitamine B1 et vitamine B2
  - vitamine C
  - polyvitamines
- sels minéraux
  - magnésium
  - chlore
  - divers oligoéléments
- plantes
  - ginseng
  - noix de kola
  - thé

Ces deux dernières plantes contenant de la caféine, elles ne doivent pas être prises quotidiennement en raison de l'accoutumance. La taurine n'a pas d'effet antiasthénique seule, mais peut être associée avec la caféine dont elle prolonge l'effet.
Tous n'ont pas prouvé leur efficacité pour diminuer l'asthénie. Contrairement à la croyance populaire, la vitamine C ne diminue pas la fatigue et n'a aucun effet stimulant.
La micronutrition (association de minéraux, vitamines, oligoéléments, …) est efficace dans le cas de carences, voire d'anémie ferriprive, car la carence en certaines vitamines et en certains minéraux peut causer ou aggraver une asthénie.
| Médicaments sur prescription                                                   | Médicaments sans prescription                                              |
| ------------------------------------------------------------------------------ | -------------------------------------------------------------------------- |
| Bêta-2 mimétiques                                                              | Sulbutiamine, acétylaminosuccinate, arginine, taurine, thiamine et dérivés |
| Anticholinestérasiques (meilleure transmission de l'influx nerveux musculaire) | DMAE et dérivés, Huperzine A (anticholinestérasique), Heptaminol           |
| Stimulants et nootropes (modafinil, amphétamines, …)                           | Heptaminol + Déanol ou autres associations                                 |

Les antiasthéniques étant pour la plupart des psychostimulants, il est recommandé de les absorber le matin et le midi mais de les éviter le soir pour ne pas troubler le sommeil. Le manque de sommeil est un facteur commun dans la plupart des asthénies. Certains antiasthéniques (nicotine, caféine et amphétamines notamment) provoquent une accoutumance, il faut donc éviter d'en prendre quotidiennement.
La strychnine a un potentiel antiasthénique car elle améliore les contractions musculaires et l'amplitude respiratoire, mais a très faible dose. Autrement, il s'agit d'un poison mortel.
L'heptaminol est disponible sans ordonnance, tout comme le Ginkor Fort ou anciennement le Débrumyl. Il agit comme stimulant cardiaque.
La sulbutiamine améliore les capacités cognitives et l'amantadine peut réduire la fatigue.